# 이만우 (1907년)
이만우(1907년 11월 25일~1991년 10월 23일)는 대한민국의 정치인이다. 제4·5대 국회의원을 지냈다.

## 역대 선거 결과
|  | 23.10% |

|  | 36.57% |

|  | 47.48% |

|  | 49.15% |

|  | 20.43% |